# ادموند کروچ‌بک
ادموند، ارل لنکستر و ارل لستر (۱۶ ژانویه ۱۲۵۴ تا ۵ ژوئن ۱۲۹۶) ملقب به ادموند کروچ‌بک یکی از اعضای دودمان پلانتاژنه بود. او دومین پسر بازمانده پادشاه هنری سوم انگلستان و النور پرووانس بود. او در کودکی ادعایی بر پادشاهی سیسیل داشت. با این حال، او هرگز در آنجا حکومت نکرد. در سال ۱۲۶۵ تمام زمین‌های سیمون دو مونتفورت، ششمین ارل لستر به او واگذار و از سال ۱۲۶۶ به او لقب ارل لستر داده شد. در آن سال او نیز حکومت لنکاوی را آغاز کرد، اما تا سال ۱۲۷۶ عنوان ارل لنکستر را به خود نگرفت. بین سال‌های ۱۲۷۶ و ۱۲۸۴ او به همراه همسر دومش، بلانش از آرتوآ، (برادرزاده لوئی نهم) به نام دخترش، خوآنای یکم، ملکه ناوار، استان‌های شامپاین و بری در فرانسه را اداره می‌کرد. نام مستعار او، "Crouchback"، ممکن است نوعی تغییریافته از "کراس بک" باشد و به شرکت او در جنگ صلیبی نهم اشاره داشته باشد.